# هفته‌ای یه بار آدمو نمی‌کشه
هفته‌ای یه بار آدمو نمی‌کشه (به انگلیسی: Once a Week Won't Kill You) نام مجموعه داستانی از جروم دیوید سلینجر است.
عنوان کتاب هفته‌ای یه بار آدمو نمی‌کشه از داستانی با همین نام گرفته شده که نخستین بار در نوامبر و دسامبر سال ۱۹۴۴ در مجله استوری چاپ شده‌است.

## داستان‌ها
عنوان قصه‌های این مجموعه به ترتیب عبارتند از:
- لوییز تگت قاتی آدم بزرگ‌ها می‌شود
- ستوان با گذشت
- هفته‌ای یه بار آدمو نمی‌کشه
- روز آخر مرخصی آخر
- پسر سرباز در فرانسه
- غریبه
- من خلم
- شورش خاموش مدیسون
- طرفین ذی‌نفع
- الین

## ترجمه به فارسی
این کتاب در ایران با ترجمه امید نیک‌فرجام و لیلا نصیری‌ها در اردیبهشت ۱۳۸۷ توسط انتشارات نیلا به چاپ رسیده‌است.